# 김인식 (배우)
김인식(1996년 1월 29일 ~ )는 대한민국의 배우이다.

## 출연 작품

### 텔레비전 드라마
- 《몬스터》 (2016) - 위룡 역
- 《병원선》 (2017) - 차준영 역

### 연극
- 《우리가 처음 사랑했던 소년》 (2016) - 성탄 역